# Marie Burchard

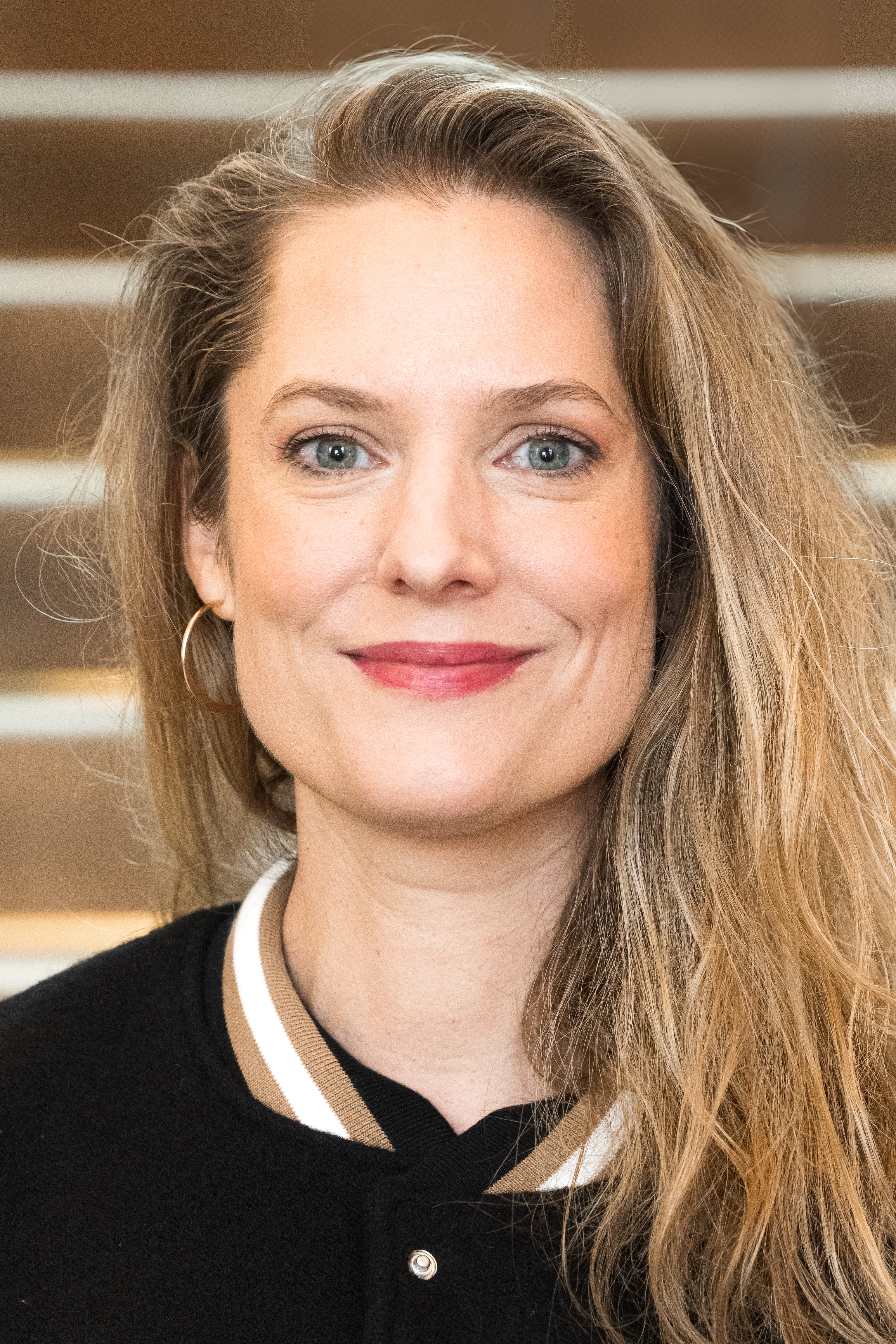
Marie Burchard (2024)

Marie Burchard (* 6. Oktober 1982 in Bonn) ist eine deutsche Schauspielerin.

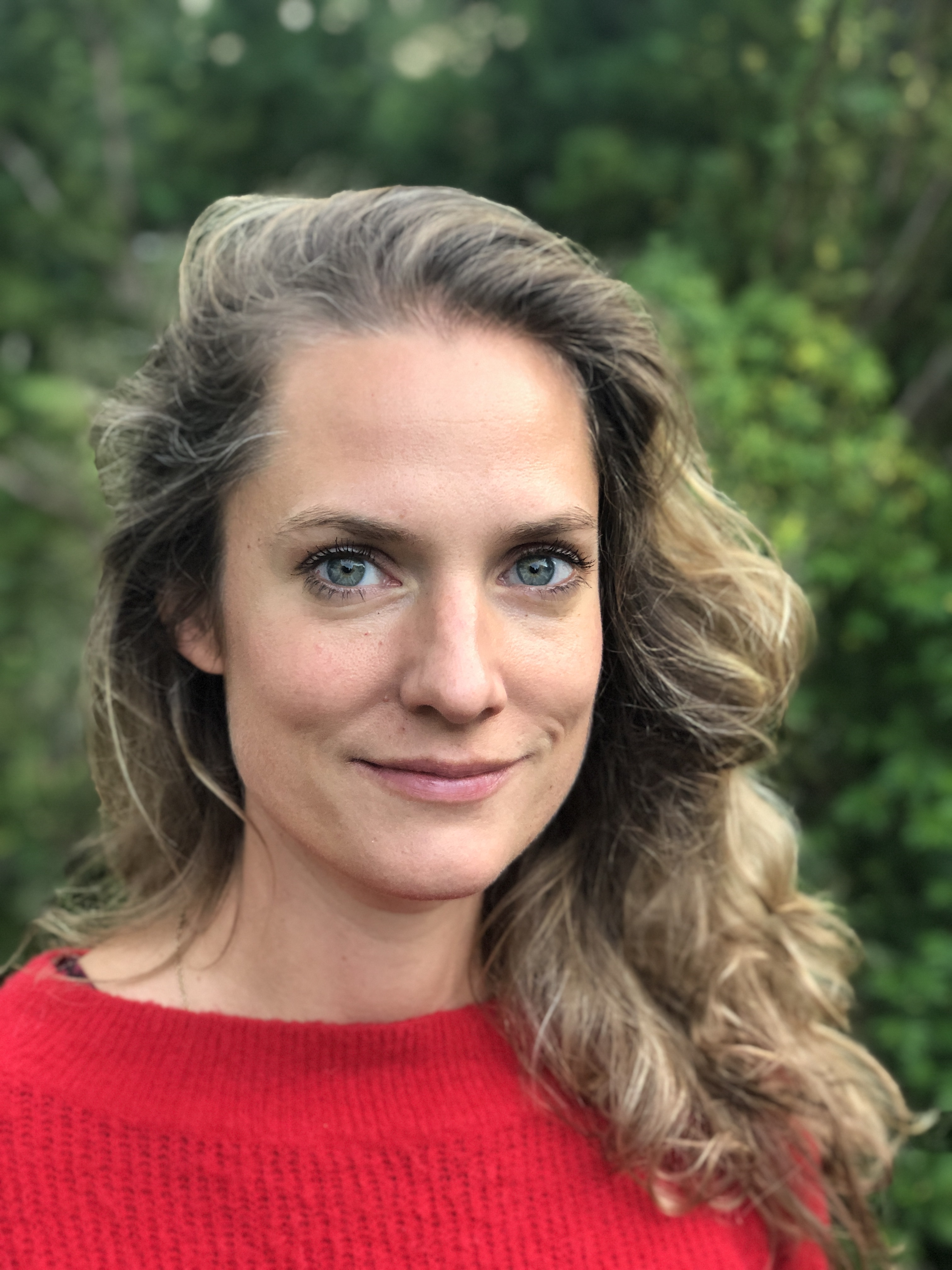
Marie Burchard (2020)

## Leben
Burchard wuchs in Chavenay in der französischen Region Île-de-France auf. Nach dem Abitur zog sie nach Berlin und studierte von 2004 bis 2008 an der Hochschule für Schauspielkunst „Ernst Busch“. Erste Engagements und Arbeiten führten sie unter anderem an das Bat-Studiotheater (Drei Schwestern, Personenkreis 3.1.) und das Maxim-Gorki-Theater (Die Reiherkönigin). Die Regisseurin Andrea Breth besetzte Burchard 2008 als Dunja in ihrer Dostojewski-Bearbeitung Verbrechen und Strafe für die Salzburger Festspiele und ließ sie in der Rolle der Eve im Zerbrochnen Krug als Protagonistin ihrer Inszenierung für die Ruhrtriennale 2009 in Essen in Erscheinung treten. Für diese Darstellung erhielt Burchard überwiegend Lob seitens der Kritiker.
Von 2008 bis 2010 war Marie Burchard Ensemblemitglied des Deutschen Nationaltheaters Weimar, wo sie unter anderem in Nora Schlockers Inszenierung von Grillparzers Drama Das goldene Vlies die Rolle der Medea spielte. 2013 stand sie als Beatrice in der spartenübergreifenden Oper- und Schauspielproduktion Benedict et Beatrice erneut auf der Bühne des DNT Weimar. 2014 übernahm sie zum ersten Mal eine Rolle am Renaissance-Theater Berlin: In der Produktion Die ideale Frau von Somerset Maugham spielte sie Marie Louise Durham. Regie führte Antoine Uidehaag.
Burchard arbeitet neben ihrer Theaterkarriere auch für Film und Fernsehen. So spielte sie eine Hauptrolle im 2010 entstandenen Spielfilm Die letzte Lüge von Jonas Grosch und trat in Formaten wie Zwischen den Zeilen (ARD), Der Kriminalist (ZDF) und Notruf Hafenkante (ZDF) auf. 2015 war sie in der Hauptrolle in der SAT1-Body-Switch-Komödie Verliebt Verlobt Vertauscht zu sehen und sie übernahm eine der Hauptrollen in Marius von Mayenburgs Komödie Stück Plastik. An der Schaubühne Berlin spielte sie unter anderem auch in Produktionen wie Ungeduld des Herzens unter der Regie von Simon Mc Burney oder Italienische Nacht von Thomas Ostermeier mit.
Mittlerweile ist sie Ensemblemitglied der Schaubühne und dreht in den Theater-Pausen für Kino und TV. So war sie 2020 im Kino sowohl in Oskars Kleid als auch in Meinen Hass bekommt ihr nicht zu sehen. 2021 folgten dann Jagdsaison, wo sie neben Rosalie Thomass und Almila Bagriacik eine der Hauptrollen spielte, und Tausend Zeilen von Michael Bully Herbig. 2023 spielte sie an der Seite von Maren Kroymann und Barbara Sukowa im Kinofilm Enkel für Fortgeschrittene mit. Außerdem war sie in einer Hauptrolle im ZDF-Weihnachtsfilm Zwei Weihnachtsmänner sind einer zu viel zu sehen sowie im Münchner Tatort Game Over.
Seit 2024 ist Marie Burchard Botschafterin von „Women for Women International“ und unterstützte die faminism-Kampagne der Hilfsorganisation. Im Juni 2024 war die Schauspielerin gemeinsam mit David Wnendt und Rosa Maria Hopp Teil der dreiköpfigen Wettbewerbsjury des Bundesfestivals junger Film in St. Ingbert. Zudem war sie in der Mord mit Aussicht-Folge Minigolf Mafia in der ARD zu Gast sowie in der sechsteiligen ZDF-Serie Uncivilized zu sehen.

### Privates
Marie Burchard ist die Großnichte des Architekten Walter Gropius, Schwester der Schauspielerin Bettina Burchard und des Kunsthistorikers Wolf Burchard. Sie ist mit ihrem Kollegen Sebastian Schwarz verheiratet, mit dem sie zwei Kinder hat und in Berlin lebt.

## Theaterrollen
- 2006: Personenkreis; Bat-Studiotheater, Berlin
- 2007: Drei Schwestern; Bat-Studiotheater, Berlin
- 2008: Die Reiherkönigin (Anna Przecik); Maxim-Gorki-Theater
- 2008: Verbrechen und Strafe (Dunja); Salzburger Festspiele
- 2008: Hamlet no roof acces (Gertrud); Deutsches Nationaltheater Weimar
- 2009: Das goldene Vlies (Medea); Deutsches Nationaltheater Weimar
- 2009: Der Zerbrochne Krug (Eve); Ruhrtriennale Essen
- 2010: Gerettet (Pam); Deutsches Nationaltheater Weimar
- 2010: John Gabriel Borkmann (Fanny); Deutsches Nationaltheater Weimar
- 2010: Die Verschwörung des Fiesco zu Genua (Leonore); Deutsches Nationaltheater Weimar
- 2011: Ein Sommernachtstraum (Hermia); Schauspiel Frankfurt
- 2012: Marija (Ludmilla); Düsseldorfer Schauspielhaus
- 2013: Benedict et Beatrice (Beatrice); Deutsches Nationaltheater Weimar
- 2014: Die ideale Frau (Marie Louise Durham); Renaissance-Theater Berlin
- 2015: Stück Plastik (Ulrike); Schaubühne Berlin
- 2015: Westberlin von Rainald Grebe; Schaubühne Berlin
- 2015: Ungeduld des Herzens, Simon Mc Burney; Schaubühne Berlin
- 2016: Wallenstein, Michael Thalheimer; Schaubühne Berlin
- 2017: Peng, Marius von Mayenburg; Schaubühne Berlin
- 2018: Italienische Nacht (Adele), Thomas Ostermeier; Schaubühne Berlin
- 2019: Status quo, Marius von Mayenburg; Schaubühne Berlin

## Filmografie
- 2011: Die letzte Lüge
- 2012: Der Kriminalist (Fernsehserie, Folge Schumanns Fehler)
- 2013: Heiter bis tödlich: Zwischen den Zeilen (Fernsehserie, Folge Wenn Zeugen sich trau’n)
- 2014: Bestefreunde
- 2015: Notruf Hafenkante (Fernsehserie, Folge Psycho)
- 2015: Verliebt, verlobt, vertauscht (Fernsehfilm)
- 2015: In aller Freundschaft – Die jungen Ärzte (Fernsehserie, Folge In letzter Sekunde)
- 2015: Inga Lindström: Leg dich nicht mit Lilli an (Fernsehfilm)
- 2018: Wenn Fliegen träumen
- 2018: Klassentreffen 1.0
- 2018–2021: Sankt Maik (Fernsehserie, 23 Folgen)
- 2018: Wuff – Folge dem Hund
- 2018: Keiner schiebt uns weg (Fernsehfilm)
- 2019: Roads
- 2019: Frau Jordan stellt gleich (Fernsehreihe, Folge Ritterinnen und Cowgirls)
- 2020: Liebe. Jetzt! (Fernsehserie, Folge Der Kuss)
- 2021: Heldt (Fernsehserie, Folge Das Karma kein Zufall sein)
- 2021: SOKO Leipzig (Fernsehserie, Folge Für Luise)
- 2021: Die Chefin (Fernsehserie, Folge Frage der Moral)
- 2021: Blackout (Fernsehserie, 2 Folgen)
- 2022: Das Quartett: Dunkle Helden (Fernsehreihe)
- 2022: Jagdsaison
- 2022: Lieber Kurt
- 2022: Tausend Zeilen
- 2022: Oskars Kleid
- 2023: Tatort: Game Over
- 2023: Enkel für Fortgeschrittene
- 2023: Zwei Weihnachtsmänner sind einer zu viel (Fernsehfilm)
- 2023: German Genius (Fernsehserie, Folge Epiphany and Goethe)
- 2024: Mord mit Aussicht: Minigolf Mafia (Fernsehserie)
- 2024: Uncivilized: Nine Eleven
- 2024: Der Masuren-Krimi (Fernsehserie, Folge Die verlorene Tochter)
- 2024: Friesland (Fernsehreihe, Folge Sturmmöwen)
- 2025: Die Beste zum Schluss